# Dalovice (tvrz)
Tvrziště se nachází v západní části obce Dalovice u areálu hospodářského dvora v okrese Karlovy Vary. Archeologická lokalita je chráněná kulturní památka České republiky.

## Historie
Na vyvýšené terase na západním svahu údolí Vitického potoka bylo pravěké sídliště z pozdní doby bronzové. Později byl v blízkosti založen poplužní dvůr. Pravděpodobně koncem 12. století byla k ochraně obchodní stezky vedoucí z Chebu přes Loket, Sedlec a Dalovice směrem na Žatec založena gotická tvrz. První písemná zmínka o tvrzi pochází z roku 1498, kdy ves a panské sídlo bylo lénem loketského panství v držení Albrechta Hieserle z Chodova. Kvůli sporům se Šliky, loketskými pány, byla v roce 1503 tvrz obléhána, dobyta a pobořena. Po výstavbě nové renezanční tvrze byla definitivně opuštěna a zanikla.
V roce 1938 byl v místě tvrziště prováděn archeologický výzkum, při němž byla odkryté obvodové zdivo hranolové věže. Mezi archeologickými nálezy byla keramika z doby bronzové a další artefakty z období 13. až 16. století. V roce 1941 bylo obvodové zdivo  zakonzervováno a okolní terén snížen. Od roku 1958 byla lokalita chráněna jako kulturní památka. V roce 1976 byla část terénu zbavena památkové ochrany v souvislosti  výstavbou vodovodu a lokalita byla zavezena odpady.
V roce 2001 bylo tvrziště opět vyčištěno a byl proveden revizní archeologický průzkum Karlovarským muzeem. Při průzkumu bylo základové zdivo věže opět odkryto a rovněž byla nalezena keramika z pozdní doby bronzové a další předměty z období 12. až 16. století. Po provedení konzervace zdiva byla lokalita zpřístupněna veřejnosti.

## Popis
Kruhové tvrziště s průměrem asi jedenáct metrů leží na vyvýšené terase východně od budov poplužního dvora. Ze severní a východní strany bylo chráněno svahem terasy, z jižní a západní strany bylo chráněno valem a suchým příkopem. Odhalené základové zdivo o tloušťce 1,35 m bylo z lomového kamene postaveno na půdorysu 6,7 × 6,9 m. Do vnitřního prostoru stavby (4,27 × 4 m) se vcházelo po třech kamenných schodech prolomeným vchodem ve východní stěně.
V blízkosti tvrziště stojí památný Körnerův dub.